# 前田庸
前田 庸（まえだ ひとし、1931年（昭和6年）11月8日 - 2013年（平成25年）11月1日）は、日本の法学者。専門は商法、特に手形小切手法。手形小切手法の分野で独創的な二段階創造説を構築。学習院大学名誉教授。東京証券取引所社外取締役。住友信託銀行監査役。社団法人商事法務研究会会長。日本銀行金融研究所国内顧問。鈴木竹雄門下。
父は元秋田銀行頭取の前田實。岳父（妻の父）は元東京銀行監査役の斎藤保義。義兄（妻の兄）は元毎日新聞社代表取締役社長・会長の斎藤明。義姉（妻の姉）は国際基督教大学名誉教授の斎藤美津子。

## 経歴
秋田県の銀行員家庭で育つ。小学校6年生のときに肺結核になった。それで1年間休学した。旧制中学でも2年の終わりから3年生にかけて休学したが，新制高校1年のときに学業は完全に中断して療養所に入った。
大検を取得して1954年（昭和29年）東京大学に入学。卒業後は金融業界に進みたかった。しかし，就職試験を受けた銀行からは「既往症の関係で健康に不安があるし年齢もいっているので」ということで断られてしまった。1958年（昭和33年）の卒業時に鈴木竹雄教授の研究室に入る。
会社法の分野では、長く法制審議会会社法部会長を務めて、平成期の度重なる会社法改正作業にも関与している。
2013年11月1日に多臓器不全のため死去。81歳没。

## 学説
前田は、手形法における手形理論において、師である鈴木と同じく二段階創造説をとり、いわゆる交付欠缺の事例では鈴木説をそのまま支持し、その上で、従来採られてきた「手形行為は原因関係の影響を受けない」という手形行為の無因性という原則に対し、手形債務負担行為は無因であるが、手形権利移転行為は原因関係の影響を受ける（有因であるとする）、とする。これが手形権利移転行為有因論と呼ばれるものである。手形振出人に意思欠缺ないし瑕疵ある意思表示がある事例では、権利移転行為は有因であるから、錯誤ないし詐欺等の民法の規定によって無効ないし取消を主張できることになるが、善意無重過失で手形を取得した者は善意取得によって保護されることになる。
二段階創造説に対しては、あまりにも技巧的にすぎる、との批判がある。また、権利移転行為有因論に対しては、交付欠缺と異なり意思欠缺ないし瑕疵ある意思表示では重過失があっても保護されるべき、との批判がある。
会社法においては、民法理論などをも摂取した穏健かつ中正な解釈論を特徴とする学風である。

## 家族・親族
- 父・實（元秋田銀行頭取[2]）
- 妻・愛子（元東京銀行監査役斎藤保義の娘、元毎日新聞社社長・会長斎藤明の妹[2]）

## 著書
- 『銀行取引』（弘文堂、1975年）
- 『手形法・小切手法入門』（有斐閣、1983年、ISBN 4641035814） - 二段階創造説権利移転行為有因論を平易に解説、有斐閣の月刊誌法学教室の連載をまとめたもの
- 『会社法入門』（有斐閣、初版1990年～12版2009年、ISBN 4641134499）
- 『手形法・小切手法』（有斐閣、1999年、ISBN 4641007942） - 手形理論の体系書